# Franz August Mammen

Franz August Mammen (1813–1888)

Franz August Mammen (* 27. Oktober 1813 in Neuharlingersiel; † 23. Dezember 1888 in Plauen) war ein deutscher Unternehmer und liberaler Politiker. Er war Mitglied der Frankfurter Nationalversammlung sowie Abgeordneter im Sächsischen Landtag und im Reichstag des Norddeutschen Bundes.

## Herkunft
Seine Eltern waren der Kaufmann Johann Remmers Mammen (1779–1838) und dessen Ehefrau Alste Marie geb. Einem (1779–1831) im ostfriesischen Neuharlingersiel. Sein Bruder Hinrich Mammen (1807–1892) war Textilindustrieller und ab 1859 auch Teilhaber.

## Leben und Wirken
Er besuchte von 1819 bis 1822 die Dorfschule seines Heimatdorfs, bevor er auf das Gymnasium nach Aurich wechselte. Nachdem er dieses erfolgreich abgeschlossen hatte, begann er 1828 eine kaufmännische Lehre in einer Eisenhandlung in Aurich, die er ab 1830 in Lippstadt und Braunschweig fortführte. 1833 wurde er Kommis in der Weißwaren- und Spitzenfabrik Schmidt & Brückner im vogtländischen Plauen. Für seine selbstlose Hilfe bei einer nicht näher bezeichneten Hochwasserkatastrophe erhielt er 1835 die Sächsische Goldene Lebensrettermedaille verliehen. 1837 erhielt er die Prokura der Firma Schmidt & Brückner und wurde bereits im folgenden Jahr Inhaber des Unternehmens. Im Jahr 1838 erhielt die Firma den Namen F. A. Mammen & Co., Robert Hermann Ulbricht wurde sein Teilhaber, schied aber 1859 aus.
Der II. Kammer des Sächsischen Landtags gehörte er 1847 als stellvertretender Abgeordneter des 17. städtischen Wahlkreises 1847 an, 1848 hatte er das volle Mandat und schloss sich der liberalen Minorität an. Mammen befürwortet die größtmögliche Ausbildung des demokratischen Prinzips in der konstitutionell-monarchischen Regierungsform, worunter er die Schaffung republikanischer Institutionen verstand. Am 10. Mai 1848 wurde er als Kandidat des Vaterlandsvereins im 12. sächsischen Wahlbezirk (Plauen) in der ersten Abstimmung mit 37 von 70 Stimmen in die Frankfurter Nationalversammlung gewählt, der er vom 18. Mai 1848 bis zum 30. Mai 1849 angehörte. Dort schloss sich den Fraktionen Deutscher Hof und Nürnberger Hof an. In der dritten Sitzung beantragte Mammen die Abschaffung der Binnenzölle und zum Schutz der einheimischen Handwerks- und Gewerbetreibenden die Einrichtung von Einfuhrzöllen. In einem gemeinsamen Antrag mit den Abgeordneten Bernhard Eisenstuck und Georg Günther plädierte er am 14. Juli auf Dringlichkeit in der Angelegenheit und ergriff mehrmals mittels Interpellation und Anfragen vergeblich das Wort. Er war einer der Mitbegründer des Allgemeinen deutschen Vereins zum Schutze vaterländischer Arbeit. Obwohl er eher eine provisorische Zentralgewalt gemäß dem Antrag von Julius von Dieskau errichtet gesehen hätte, schlug er dem Parlament den von Robert Blum und Wilhelm Adolph von Trützschler eingebrachten Kompromissantrag zur Annahme vor, da er diesen als am leichtesten ausführbar ansah.
Als Vertreter des 41., 42. und 43. Wahlbezirks war er 1849/50 Mitglied der I. Kammer des Sächsischen Landtags, wo er das Amt des zweiten Vizepräsidenten der Kammer innehatte. Gleichzeitig fungierte er als Vorsitzender des Finanzausschusses der Kammer. Mammen trat für die Amnestierung der 1848er Revolutionäre ein, die im Mai 1849 im Dresdner Maiaufstand versucht hatten, den sächsischen König zu stürzen und eine Republik zu etablieren. Er war einer der Vorreiter gegen das Dreikönigsbündnis, da er nur das Volk berechtigt sah, den strittigen III. Abschnitt der Paulskirchenverfassung zu revidieren.
In der Folge war er ab 1861 Mitglied der Plauener Handels- und Gewerbekammer, der er bis 1871 als Präsident auch vorstand. 1863/64 war er zusätzlich Mitglied der Plauener Handelsgerichts. Von 1863 bis 1868 gehörte er als Abgeordneter des Handels und Fabrikwesens erneut der II. Kammer des Sächsischen Landtags an. 1867 wurde er für die Deutsche Fortschrittspartei als Vertreter des 23. sächsischen Wahlkreises (Plauen-Oelsnitz-Adorf) Mitglied im Reichstag des Norddeutschen Bundes. Dort veröffentlichte er ein wirtschaftspolitisches Programm, das im Zeichen einer Großdeutschen Lösung stand und somit seinen Übergang zur liberalen Mitte andeutet. Das Mandat legte er 1869 nieder.
Weiterhin war Mammen 1870/71 Vorsitzender des örtlichen Kriegshilfevereins und Ehrenmeister der Freimaurerloge zu Pyramide. Bis zu seinem Tod blieb er Inhaber der Firma Schmidt & Brückner, die als einer der Wegbereiter der Plauener Spitze Weltruhm erlangt hatte. Die Leitung der Geschäfte hatte er allerdings bereits 1884 abgegeben.

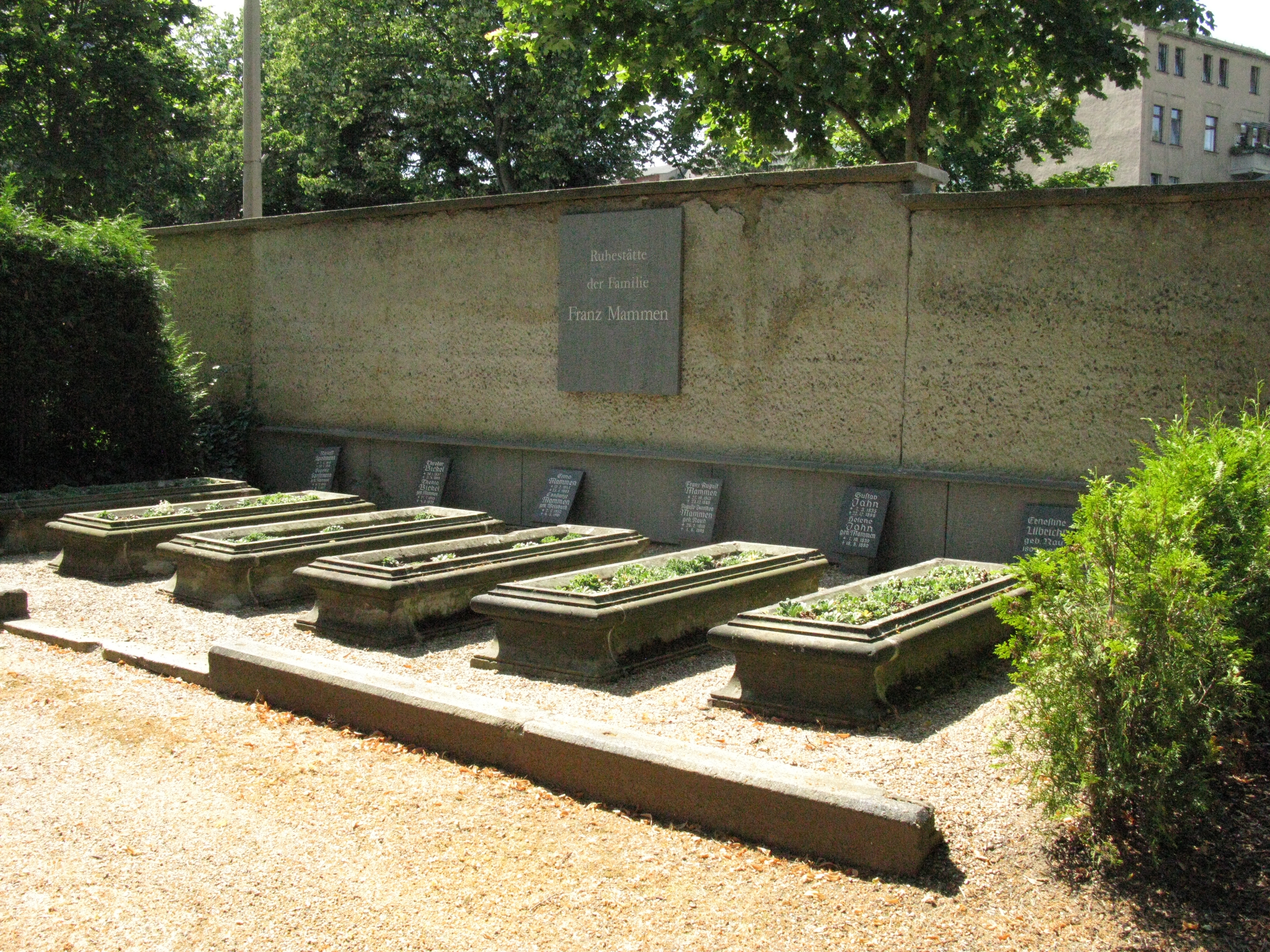
Familiengrab der Familie Mammen, in dem auch Franz August Mammen beerdigt wurde

Nach seinem Tod am 23. Dezember 1888 wurde Franz August Mammen im Familiengrab auf dem Friedhof I in Plauen begraben. Das Grab steht unter Denkmalschutz.

## Familie
Mammen heiratete 1838 in Zwickau die Kaufmannstochter Auguste Rau (1819–1899). Das Paar hatte einen Sohn und vier Töchter, darunter:
- Franz Enno (1847–1903), Textilindustrieller und ab 1871 Teilhaber, Besitzer von Brandstein in Bayern ⚭ Ida Constanze Weisbach-Gössel, Eltern von Franz August von Mammen (1872–1936), Professor der Nationalökonomie
- Thekla ⚭ Theodor Bickel (1837–1903), Hersteller von Spitzen